# José Castro
Pour les articles homonymes, voir Castro.
José Castro (1808 à Monterey – février 1860) est substitut du gouverneur de Haute-Californie de 1835 à 1836, commandant en chef de l'armée mexicaine dans cette province lors de la Bear Flag Revolt de 1846 puis de la guerre américano-mexicaine de 1846 à 1848.

## Biographie
Il est le fils de Joaquín Ysidio Castro, un soldat espagnol qui prend part à l'expédition de Juan Bautista de Anza entre 1775 et 1776. À la fin des années 1850, José Castro devient également gouverneur de Basse-Californie et brigadier-général de l'armée mexicaine. En février 1860, le gouverneur Castro est assassiné par Manuel Marquez.
Castro Street à San Francisco lui doit son nom.